# Tsunami (berg- och dalbana)
Tsunami, tidigare Zonga, ursprungligen Thriller, var en berg- och dalbana konstruerad av Anton Schwarzkopf år 1986. Efter 11 års drift vid olika evenemang i Tyskland såldes den och förflyttades till Six Flags Astroworld i Texas. Värmen i Texas orsakade dock problem och man var tvungen att på nytt flytta berg- och dalbanan. 2003 öppnades den igen med namnet Zonga i Six Flags Discovery Kingdom i Kalifornien, men på grund av minskad popularitet stängdes den två år senare. 2008 såldes den och flyttades till Isla San Marcos i Aguascalientes i Mexiko, där den fick namnet Tsunami. Den monterades ned 2016.
1996 hyrdes den ut till Gröna Lund i Stockholm i en månad till Vattenfestivalen. Attraktionen blev väldigt populär.

## Tekniska fakta
- Byggår: 1986
- Höjd: 33,53 meter
- Banlängd: 996 meter
- Maxhastighet: 87 km/h
- Kapacitet: 720 personer/h
- G-kraft: 6,5